# Рубинштейн, Николай (ренессансовед)
Николай Рубинштейн (Nicolai Rubinstein; 13 июля 1911, Берлин — 19 августа 2002, Лондон) — немецкий историк, ренессансовед, специалист по Флоренции, итальяновед. Эмерит-профессор Вестфилдского колледжа (Лондонский университет). Член Британской академии (1971). Удостоился Serena medal (1974) и Premio Internazionale Galileo Galilei (1985), почетный гражданин Флоренции (1991). Магнум опус — The Government of Florence under the Medici, 1434—1494 (Oxford Warburg Studies, 1966; 2-е изд. — 1997).

## Биография
Родился в семье издателя; его отец был по происхождению латышом, а мать — венгеркой; оба — с еврейскими корнями (впоследствии погибнут в концлагерях; сумеет выжить сестра). Учился во Французском лицее в Берлине, длительно пребывал в Швейцарии. С 1930 учился в Берлинском университете, изучал историю и философию, среди его учителей был Friedrich Meinecke. Занимался у Ханса Барона. В 1933 году вместе с семьей эмигрировал в Париж, в том же году перебрался во Флоренцию, где учился у Николая Оттокара. Защитил диссертацию «La lotta contro i magnati» во Флорентийском университете в 1935 году и стал ассистентом Оттокара по преподаванию (до 1938 года). Весной 1939 года покинул Италию и вернулся в Париж, а затем перебрался в Оксфорд. С января 1942 года преподавал историю в Саутгемптонском университете. С 1945 года и до выхода на пенсию в 1978 году преподавал в Вестфилдском колледже (Лондонский университет), первоначально лектор, с 1962 ридер, с 1965 профессор, впоследствии почетный феллоу. В 1954 году женился на дочери Peter K. Olitsky (ум. 29 августа 2002 года). В 1981 году принял приглашение прочитать доклад в Берлине и после этого несколько раз возвращался туда. С 2007 года в его честь читается Nicolai Rubinstein Lecture

## Работы
Автор многих статей. Наиболее важные книги — «The Palazzo Vecchio, 1298—1532» (Oxford Warburg Studies, 1995) и «The Government of Florence under the Medici» {Рец.}. Биограф Макиавелли, автор ‘Machiavelli storico’ (1987). Редактор восьми томов Letters of Lorenzo de’Medici.

### Статьи на русском языке
- Рубинштейн Н. Макиавелли и республиканский опыт Флоренции // Неприкосновенный запас : журнал. — 2007. — № 5. — ISSN 1815-7912.
  - Рубинштейн Н. Макиавелли и республиканский опыт Флоренции // Что такое республиканская традиция: Сборник статей / науч. ред. О. В. Хархордина. — СПб.: Издательство Европейского университета в Санкт-Петербурге, 2009. — С. 23-44. — 206 с. — (Серия «Res Publica»; вып. 3). — ISBN 978-5-94380-089-4.